# Gentle Giant (альбом)
Gentle Giant — дебютный альбом британской рок-группы Gentle Giant, выпущенный в 1970 году лейблом Vertigo Records.

## Список композиций
1. Giant — 6:22
2. Funny Ways — 4:21
3. Alucard — 6:00
4. Isn’t It Quiet and Cold? — 3:51
5. Nothing at All — 9:08
6. Why Not — 5:31
7. The Queen — 1:40

## Участники записи
- Гэри Грин — соло-гитара, 12-струнная гитара
- Кери Минниар — клавишные, бас-гитара, виолончель, синтезатор, ведущий и бэк-вокал, перкуссия
- Дерек Шульман — ведущий вокал, бэк-вокал, бас-гитара
- Фил Шульман — саксофон, труба, блок-флейта, ведущий и бэк-вокал
- Рей Шульман — бас-гитара, скрипка, гитара, перкуссия, бэк-вокал
- Мартин Смит — барабаны, перкуссия

Приглашённые музыканты:
- Пол Кош (тенор-рожок) в композиции «Giant»
- Клэр Дениз (виолончель) в композиции «Isn’t It Quiet and Cold»